# Čokonjar
Čokonjar (en serbe cyrillique : Чокоњар) est un village de Serbie situé sur le territoire de la ville de Zaječar, district de Zaječar. Au recensement de 2011, il comptait 143 habitants.
Čokonjar est situé sur les bords du Timok. La centrale hydroélectrique de Sokolovica y a été construite entre 1947 et 1951.

## Démographie

### Évolution historique de la population
| 1948 | 1953 | 1961 | 1971 | 1981 | 1991 | 2002 | 2011 |
| ---- | ---- | ---- | ---- | ---- | ---- | ---- | ---- |
| 248  | 226  | 237  | 243  | 244  | 204  | 173  | 143  |

|  |